# Pachycereus weberi
Pachycereus weberi ist eine Pflanzenart aus der Gattung der Pachycereen in der Familie der Kakteengewächse (Cactaceae). Das Artepitheton weberi ehrt den Mediziner und Botaniker Frédéric Albert Constantin Weber. Spanische Trivialnamen sind „Candelabro“, „Cardón“ und „Chico“.

## Beschreibung
Pachycereus weberi ist ein Säulenkaktus, der stark baumartig wächst und Wuchshöhen von bis zu 11 Meter erreichen kann. Die mäßig aufrechte Wuchsform ist kandelaberförmig. Diese typische Wuchsform wird bei der Pflanze aber erst ab einer Größe von zwei Metern erreicht, wo zahlreiche Verzweigungen des Hauptstamms entstehen. Die leicht wachsartigen bläulich grünen Seitentriebe haben einen Durchmesser von 12 bis 20 Zentimeter und bestehen aus acht bis zehn Rippen, die im Abstand von 2 bis 3 (bis 5) Zentimetern mit weiß-filzigen Areolen besetzt sind. Der schwärzliche, abgeflachte Mitteldorn kann bis zu 10 Zentimeter lang werden. Er wird von 6 bis 12 rötlich-braunen Randdornen mit einer Länge von 2 bis 3 Zentimetern begleitet. 

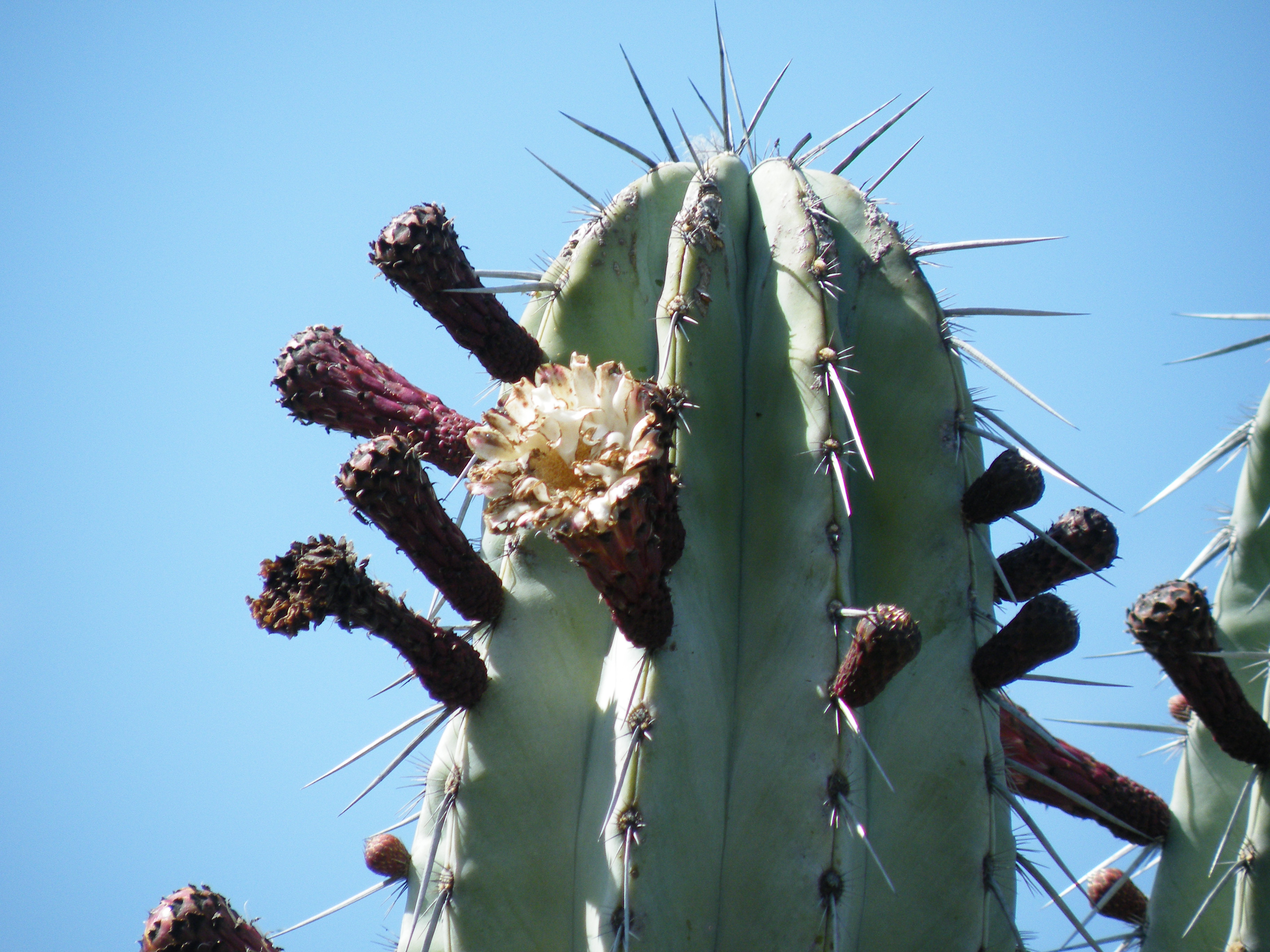
Blüten an Pachycereus weberi

Die nur nachts geöffneten, weißen bis gelben Blüten sind 8 bis 10 Zentimeter lang. Der Fruchtknoten ist rundlich und wollig. Die Blütenröhre ist mit Schuppen und braunen Haaren besetzt. Die essbaren Früchte sind 6 bis 7 Zentimeter lang und tragen feine gelbliche Dornen. Das Fruchtfleisch ist rötlich-violett.

## Verbreitung, Systematik und Gefährdung
Pachycereus weberi ist in den mexikanischen Bundesstaaten Puebla, Guerrero, Morelos, Chihuahua und Oaxaca in Höhenlagen von 600 bis 1.500 m verbreitet.
Die Erstbeschreibung als Cereus weberi erfolgte 1896 durch John Merle Coulter. Curt Backeberg stellte die Art 1960 in die Gattung Pachycereus. Nomenklatorische Synonyme sind Lemaireocereus weberi (J.M.Coult.) Britton & Rose (1909), Ritterocereus weberi (J.M.Coult.) Backeb. (1951) und Stenocereus weberi (J.M.Coult.) Buxb. (1961).
In der Roten Liste gefährdeter Arten der IUCN wird die Art als „Least Concern (LC)“, d. h. als nicht gefährdet geführt.

## Nachweise

## Weiterführende Literatur
- Robin A. Roush, R. Graham Cooks, Stephanie A. Sweetana, Jerry L. McLaughlin: Search for new alkaloids in Pachycereus weberi by tandem mass spectrometry. In: Analytical Chemistry  Band 57, Nummer 1, 1985, S. 109–114, DOI:10.1021/ac00279a030.